# Militærtribun
Militærtribun  (Latin: tribunus militum) var en ledende stilling indenfor den Romerske Republik. En militærtribun kan sammenlignes med vore dages officer. Til forskel fra vore dages militære stillinger, så havde en militærtribun også administrative beføjelser, som reelt gjorde en militærtribun mere til en embedsmand end en militærofficer. 
I hver legion var der seks militærtribuner. Hver militærtribun havde beføjelse til at udvælge 10 centurioner, som sammenlagt udgjorde en hel legion.